# Schwaikheim (przystanek kolejowy)
Schwaikheim (niem: Bahnhof Schwaikheim) – przystanek kolejowy w Schwaikheim, w kraju związkowym Badenia-Wirtembergia, w Niemczech. Według DB Station&Service ma kategorię 5. Znajduje się na 6,8 km linii Waiblingen – Schwäbisch Hall-Hessental. Obsługiwany jest przez pociągi S-Bahn.

## Linie kolejowe
- Linia Waiblingen – Schwäbisch Hall-Hessental

## Połączenia
| Trasa | Trasa                                                                                                 | Takt                                      |
| ----- | --- | ----------------------------------------- |
| S3    | Flughafen/Messe – Rohr – Vaihingen – Hauptbahnhof – Bad Cannstatt – Waiblingen – Winnenden – Backnang | co 30 min (co 15 min w godzinach szczytu) |